# サクラマス
サクラマス（桜鱒、O. masou）は、サケ目サケ科に属する魚。ヤマメはサクラマスの河川残留型（陸封型）に対する呼称である。太平洋北西部を中心に分布するが、北から順に、オホーツク海沿岸から朝鮮半島・北日本まで分布する。いくつかの亜種が知られ琵琶湖のビワマス、主に西日本のサツキマス（河川残留型：アマゴ）、台湾のタイワンマスがいる。名前は北海道庁によって命名され、産卵期の婚姻色が由来となっていると言う説や桜の開花時期に遡上するからなどがある。

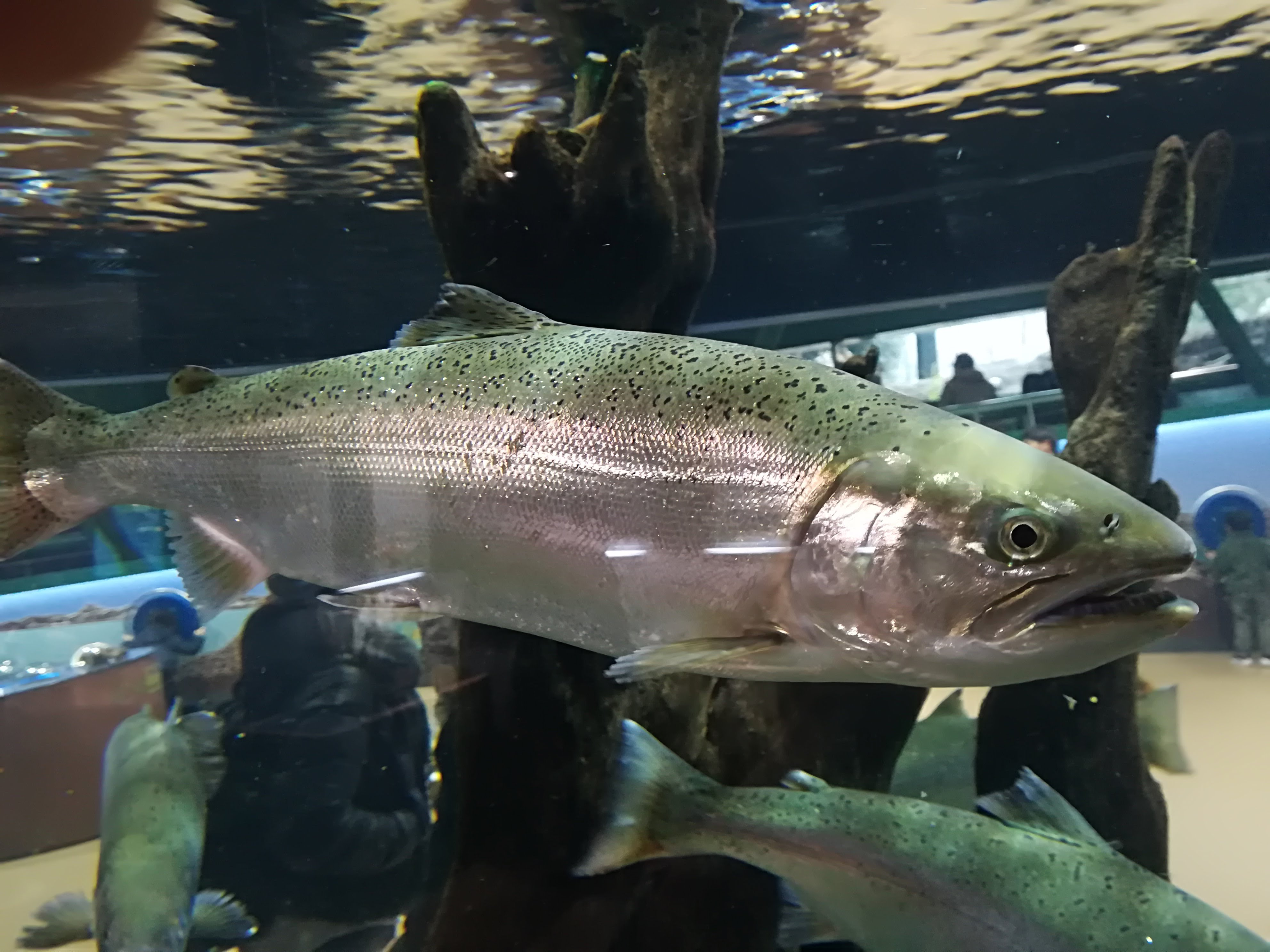
サクラマス(降海型と思われる)

## 形態および生態

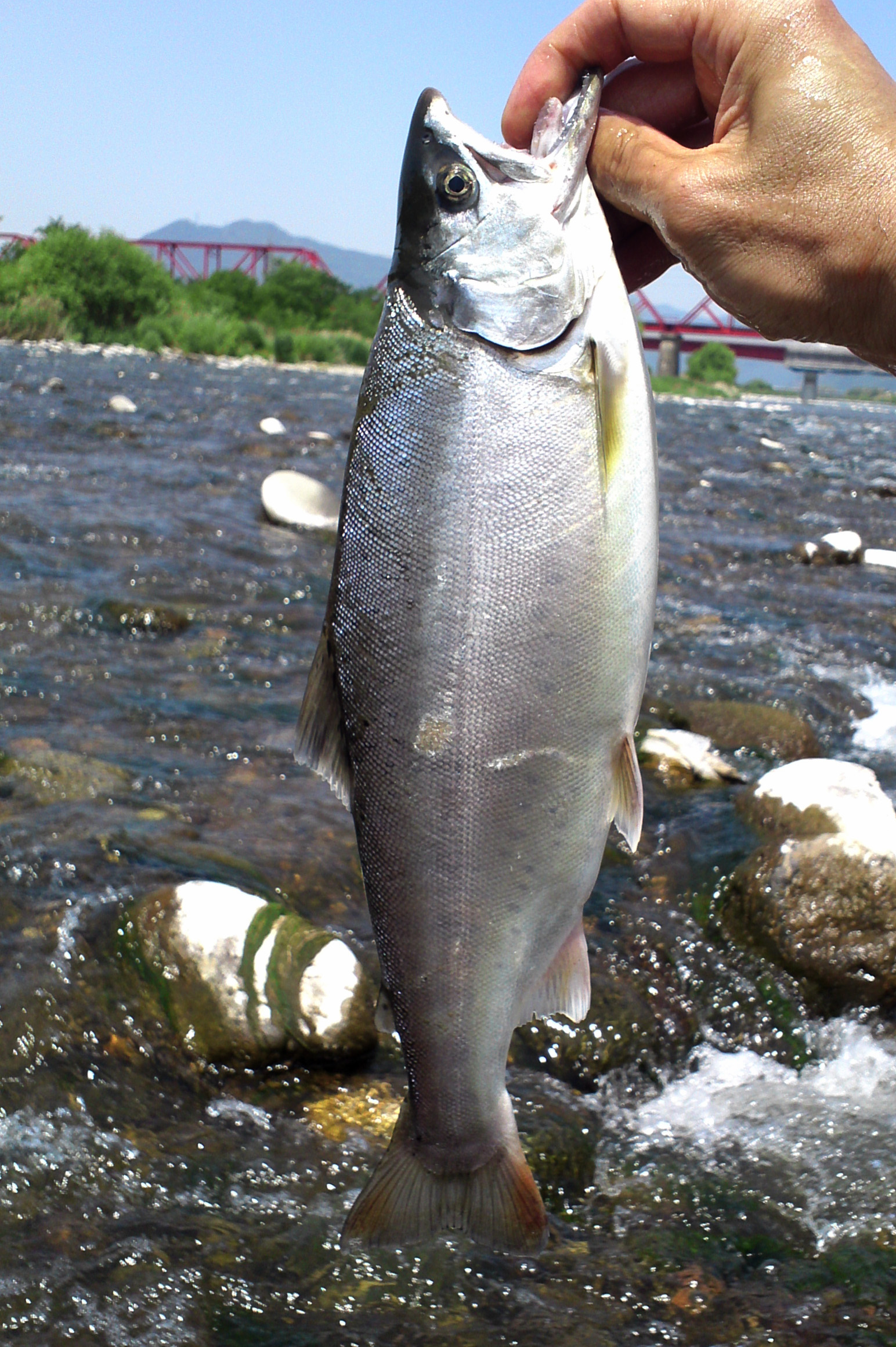
銀毛ヤマメ

基本的には、海に下って回遊し30-70 cmに成長、産卵時に川を遡上する降海型の魚であるが、一生を淡水で過ごす河川残留型（陸封型）もいる。4月から6月頃に遡上し9月から10月頃産卵をする。他のサケ科魚類と同様冷水域に生息するため、寒冷な北海道や東北などの緯度高い地域では降海型が多いが、中部以南の緯度の低い地域では標高の高い冷水域に陸封される傾向が強くなる。降海後1年で成熟し生まれた川に帰る。海洋での回遊範囲や移動経路は十分に解明されていないが、表面水温8℃から13℃の適水温域を沿岸寄りを群れでオホーツク海付近まで回遊し越夏していると考えられる。千島列島の東側の北部太平洋での捕獲例はほとんどない。
一般に降海型は大きく成長するが、河川残留型（陸封型）は比較的小型のままである。降海型は幼魚期の1-2年を河川で過ごし、この頃の体側面には大型で小判形をした暗青色のパーマーク（斑紋）が数個以上並ぶ。降海の時期は3月から5月で10cmから15cm程度に成長した頃で、海に下る前になるとパーマークは消え体色が銀色になり、「スモルト」「銀化（ぎんけ）」と呼ばれる。以降、成魚となるまで体色は銀色のままだが、繁殖期になると桃色(桜色)がかった婚姻色が現れる。一方、河川残留型（陸封型）は幼魚期のパーマークが成熟しても残る。湖やダム湖などで通常の河川残留型（陸封型）よりも大きく成長する個体もあり、成長に伴ってパーマークがなくなり降海型と同様の外見になることがあり、「銀化ヤマメ」などと呼ばれる。これとは別に、河川残留型（陸封型）の中にパーマークがない無斑型の個体が混ざる地域があり、突然変異型と考えられている。カムチャッカなどの高緯度の寒冷地域では、低水温のため成長が遅い事から河川での生活期間は長く、スモルト化するまで3年を必要とする場合がある。
計測形質
- 側線上横列鱗数：27 - 32
- 幽門垂数：40 - 54
- 体長に対する体高比：23.5 - 29.9%

### 食性
長らく河川遡上後は餌を食べないとされてきたが、近年は遡上後も餌を食べると判明した。河川では河畔林からの落下昆虫や流下する水生昆虫を主な餌とするが、底性生物やプランクトンも餌としている。海洋では、顕著な魚食性を示しイカナゴやイワシなどの小魚やプランクトンを捕食しているが、種苗放流されたシロザケの稚魚は重要な餌となっている。
放流魚においてスモルト期の大きさの差は、海洋生活開始後200日程度で解消し漁獲サイズには影響しないが、回帰率には影響を与えており大型個体ほど回帰率が高くなる。河川遡上時期に母川から遠く離れている場合、どの様な行動をとるのかは解明されていない。

### 産卵
日本での産卵時期は9月から10月頃で、産卵床は湧水性の河床ではなく水通しの良い砂礫質の河床に形成され粘着性の無い卵を生む。体内卵数は、サクラマスで約4000個、ヤマメで約200個。降海型個体は産卵活動を行うと死亡するが、河川残留型個体は死亡せず多回産卵魚となり翌年2回目の産卵を行い寿命が尽きる。産卵床は直径30cm程度で粒径2mmから25mm程度の礫の河床が選ばれる。

## 人間との関係

### 漁業
沿岸漁業では、ますひき釣り、刺し網、一本釣りで捕獲され、遡上する河川の河口付近で行われる小型定置網漁、遡上中の河川では網漁やヤナなどで捕獲される。シロザケより脂質の多い肉質と漁獲期が競合せず春期に漁獲されることからシロザケよりも商品価値が高い。沿岸寄りを回遊する性質が強いとされ、実際に北海道の定置網漁では富山、新潟、岩手などの地域で降海した個体も捕獲されていることが、標識放流された稚魚の捕獲データから確認されている。この事が富山や福井などでの回帰率を低くしている一因となっている可能性が有る。なお、富山名産の「鱒寿司」に使われるものは本来サクラマスであるが、近年は鱒寿司の需要の増加とサクラマスの漁獲減少に伴い、別種の鱒（カラフトマス）が使われることもある。

### 養殖と放流
ヤマメとしての食用、渓流釣り（遊漁用）種苗魚、降海後の捕獲を目的とした養殖と放流が行われている。孵化事業は1878年から北海道の河川を中心に行われていた、当時の放流方法は浮上した稚魚を餌を与えず短期間飼育する『無給餌放流法』で行われていたが、回帰数の増加には殆ど寄与しなかった。1960年代以降は浮上後の稚魚に餌を与える方法に移行し、現在では稚魚、幼魚、スモルトの3形態で放流が行われている。稚魚、幼魚での放流を行った場合、翌年春の降海までの河川生活期間中の自然消耗や遊漁捕獲により実際に降海する数が減少するため、放流数と回帰数の相関は少ない。一方、スモルト放流ではほぼ全ての個体が降海するため放流数と回帰数の相関は高いが、スモルト期まで約1年飼育するための施設と維持管理が必要となる。
河川残留型（陸封型）のヤマメやアマゴは渓流釣りの対象魚として人気が高く、各地で放流事業が盛んである。しかし、放流される個体は放流場所と異なる水系由来のものであることが多く、ヤマメ域にアマゴ、アマゴ域にヤマメが放流され、両者は容易に交配してしまいヤマメとアマゴの中間的な魚も発見されており、分布域は曖昧になりつつある。このことは、放流場所の個体群が持っていた遺伝的特徴を失わせてしまう遺伝子汚染の問題を引き起こしている（関連した話題はヤマメ、メダカを参照）。近年、富山県神通川ではサツキマス（アマゴ）との混血による魚体の小型化が報告されている。
新潟県佐渡島両津湾では海面養殖が行われ、「佐渡サクラマス」のブランドで出荷されている。

### チリ共和国における養殖と放流
1969年、チリ漁業省 (SERNAP) と日本の国際協力事業団 (JICA) によって、南半球にサケ科魚魚類の漁業資源を造成する目的とするチリ水面漁業資源開発の事業が始まり、チリ・コジャイケの白石ふ化場で1987年まで続けられた。移植した結果、日本のサクラマスがヘネラル・カレラ湖及びバカー川水系等に定着した。1984年にはアイセン州の漁業局が中心となってサケ科類の移植計画も始まった。サケ科類養殖に関する日本・チリ共同調査プロジェクトが1987年から1989年まで行われ、ポラックス湖、ヘネラル・カレラ湖等で魚体の生育などが確認された。

### 遊漁（釣り）
釣りが行えるのは、福井県九頭竜川、秋田県米代川や雄物川、山形県赤川のほか、富山県・新潟県・岩手県・宮城県などの漁業権の設定されている河川である。

### 保全状態評価
準絶滅危惧（NT）（環境省レッドリスト）
サクラマス（ヤマメ）・サツキマス（アマゴ）・ビワマス
降海型のサクラマスやサツキマスは、河川環境の変化により各地で個体数が減少している。河川へのダムや堰の建設による遡上と降海の阻害だけではなく、生活排水による水質汚濁、コンクリートによる平坦な護岸や河床の浸食対策による生息場所の減少、源流域の森林伐採による流量変動の増大、斜面崩落による濁りと土砂流入などが影響している。河畔林は幼魚の越冬場所確保に重要な働きをしており、資源保護に有効である。

## 亜種
サクラマス・ヤマメ
学名 O. masou masou 降海型：サクラマス、河川残留型（陸封型）：ヤマメ
サクラマス（降海型）は最大で全長 70 cm、10 kg になる。ヤマメは 30 cm 程度まで。オホーツク海、日本海、日本北部と朝鮮半島東岸に分布。
サツキマス・アマゴ
学名 O. masou ishikawae 降海型：サツキマス、河川残留型（陸封型）：アマゴ
サツキマス（降海型）は全長 50 cm、体重 1.5 kg。アマゴは 30 cm まで。日本固有亜種で、本州の太平洋側、四国および九州の瀬戸内海沿岸に分布。学名を O. masou macrostomus とする場合もある。アマゴは体側に赤い小斑点があることでヤマメとの区別ができる。
ビワマス
学名 O. masou rhodurus
全長 70 cm 程になる。琵琶湖およびその流入河川が原産の亜種。中禅寺湖と芦ノ湖にも移入された。かつてはアマゴと同種であるとされたが、DNA解析により別亜種であることが判明した。陸封期間が長かったことから、海水耐性が失われている。
タイワンマス
学名 O. masou formosanus
サラマオマス (Saramao masu) とも呼ばれる（タイヤル族サラマオ村落の鱒」の意）。すべてが河川残留型（陸封型）で、水温摂氏15度以下の台湾の河川に分布し、海水耐性に付いては不明である。全長 30 cm。ヤマメなどの他の河川残留型（陸封型）よりもやや小さく、黒っぽい体色。体の側面には、側線状に9個の黒斑（パーマーク）があり、背面よりのは11-13個の黒点がある。サケ科魚類の生息南限に相当する。中国語では桜花鉤吻鮭という。

### 交雑種
ホンマス
学名
中禅寺湖に放流されたビワマスかサツキマス（アマゴ）とサクラマス（ヤマメ）が自然交雑したものと考えられている。小型魚はヤマメ・アマゴに似ており、体側に朱点を持つものと朱点を持たないものがいる。大型魚にはサクラマスに似た個体とビワマスに似た個体がいることから、サクラマスとビワマスの交配種である可能性が高い。中禅寺湖 や湯の湖に生息するほか、木崎湖にもキザキマス(O. masou subsp) と呼ばれるホンマスに似た魚が生息している。
カワサバ
イワナとヤマメの繁殖力の無い一代交雑種。ヤマメの特徴であるパーマークがあるが、背中の斑点がイワナの特徴である流れる傾向がみられ斑紋が海の魚のサバのように見える事からカワサバと呼ばれるようになった。模様の出現状態は個体により異なる。繁殖能力は無いとする研究と有るとする研究がある。「ヤマメやイワナより寿命が長い」「温度耐性試験の結果両親のイワナ・ヤマメよりも高温に強い」などの特徴を持つとする研究結果がある。自然河川では産卵床形成位置の違いや「生息適水温の違いと産卵時期の違い（イワナ 11-12月、ヤマメ - 9-10月）により産卵場所が分けられ交雑することは少ない」とされているが、ヤマメの生息域拡大や天候の影響や個体差で希に産卵時期が重なることがあり、交雑が生じている。また、河川増水により生息域が交差したり、イワナ域にヤマメ、ヤマメ域にイワナを放流することにより交雑することもある。なお、札幌市豊平川さけ科学館では人工的にヤマメ（サクラマス）とエゾイワナ（アメマス）を交配した魚を展示している。ヤマメの亜種のアマゴやヤマメの降海型のサクラマスとイワナの交雑も確認されているが、いずれもヤマメとイワナの交雑と全く同様の魚が生まれる。